# Усюльган
Усюльган — упразднённая деревня в Тарском районе Омской области России. Входила в состав Пологрудовского сельского поселения. Упразднена в 2008 г.

## География
Деревня располагалось в Прииртышье, в 12 км к северо-западу от деревни Тимирка у безымянного озера.

## История
Основана в 1897 г. 
В 1928 г. деревня в административном отношении входила в состав Больше-Тунзовского сельсовета Знаменского района Тарского округа Сибирского края.

## Население
| 1926 | 2002 |
| ---- | ---- |
| 229  | ↘0   |

Национальный состав
В 1928 г. основное население — белоруссы. 

## Инфраструктура
Было развито сельское хозяйство. В 1928 г. деревня состояла из 36 хозяйств. 

## Транспорт
Просёлочные дороги. 